# El Azizia (Médéa)
El Azizia (în arabă العزيزية) este o comună din provincia Médéa, Algeria.
Populația comunei este de 8.432 de locuitori (2008).